# Ordre du cabinet
Ordre du cabinet ou Kabinettsorder est la forme habituelle de législation monarchique dans la région germanophone de l'absolutisme sous l'Ancien Régime jusqu'à la fin des monarchies d'Europe centrale en 1918.

## Détermination formelle
L'ordre du cabinet, également appelé ordre du cabinet le plus élevé (ACO) ou Ordre le plus élevé du cabinet (AKO),
- est délivré par le monarque indépendamment et sans autorisation,
- est valable sans contreseing,
- n'est soumis à aucun contrôle judiciaire et
- reste valable jusqu'à sa révocation ou son annulation par un nouvel ordre.

Il a la même signification juridique et politique dans la période pré-constitutionnelle que la loi dans les États constitutionnels.

## Histoire
L'ordre du cabinet est l'instrument typique de l'Ancien régime pour l'exercice intégré et indépendant du pouvoir par le monarque, au moyen duquel les pouvoirs législatif, exécutif et judiciaire peuvent être exercés de manière égale, parfois par coïncidence. La seule source légale est le testament monarchique, c'est pourquoi les Lettres de cachet françaises se terminent par la formule stéréotypée: « Car tel est notre plaisir »). Alors que le droit pénal en particulier connaît généralement des règles abstraites à caractère constitutionnel depuis le début de la période moderne - comme la Constitutio Criminalis Carolina de 1532 - les sujets de droit civil et public remontent souvent jusqu'au XIXe siècle. Cela est largement réglementé par les ordres du cabinet jusqu'au 19e siècle. Cela contribue de manière significative à la perception critique de l'absolutisme - surtout par la bourgeoisie émergente - comme une forme arbitraire de règle qui n'est pas basée sur des normes fondamentales et permanentes.
La montée du constitutionnalisme depuis la Révolution française en 1789 remet fondamentalement en question la pratique traditionnelle du régime monarchique. Avec la mise en œuvre des constitutions bourgeoises - par exemple en Prusse en 1850, en Autriche en 1861 - l'ordre du cabinet est de plus en plus supplanté par la loi en tant que forme prédominante de normalisation. Néanmoins, dans les sphères juridiques que la constitution accorde au monarque comme zones d'influence relatives ou absolues, elle reste l'instrument de coordination législative et exécutive des relations juridiques qui est coutumière jusqu'en 1918, notamment dans les domaines suivants du droit:
- Relations de personnel dans l'armée et les fonctionnaires
- Exercice du régiment de l'Église souveraine
- Relations juridiques de la Couronne en tant que propriétaire des biens de la Couronne
- Relations juridiques de la noblesse rurale
- Relations juridiques des membres de la famille dirigeante en tant que tels

Cependant, les pouvoirs judiciaires au sens civil et pénal au sens large ne peuvent plus être exercés dans les monarchies constitutionnelles par le biais des ordres du cabinet.